# Шидертинський сільський округ
Шиде́ртинський сільський округ (каз. Шідерті ауылдық округі, рос. Шидертинский сельский округ) — адміністративна одиниця у складі Осакаровського району Карагандинської області Казахстану. Адміністративний центр та єдиний населений пункт — село Шидерти.
Населення — 154 особи (2021; 209 у 2009, 677 у 1999, 1153 у 1989).
Станом на 1989 рік існувала Шидертинська сільська рада (села Жакси-Кандиадир, Жаман-Кандиадир, Шидерти) ліквідованого Молодіжного району. 2007 року було ліквідовано село Жаксикандиадир.

## Склад
До складу округу входять такі населені пункти:
| Населений пункт      | Населення, осіб (1989) | Населення, осіб (1999) | Населення, осіб (2009) | Населення, осіб (2021) |
| -------------------- | ---------------------- | ---------------------- | ---------------------- | ---------------------- |
| Жаксикандиадир, село | 125                    | 67                     | -                      | -                      |
| Жаманкандиадир, село | 36                     | -                      | -                      | -                      |
| Шидерти, село        | 992                    | 610                    | 209                    | 154                    |